# Arial (Caroline du Sud)
Arial est une census-designated place située dans le comté de Pickens, dans l’État de Caroline du Sud, aux États-Unis. Lors du recensement de 2020, elle comptait 2 729 habitants.